# Blaswirkung
Die magnetische Blaswirkung ist ein Effekt, der beim Lichtbogenschweißen auftritt. Der Lichtbogen wird infolge von Dichteänderungen des magnetischen Eigenfeldes ausgelenkt.

## Entstehung der Blaswirkung

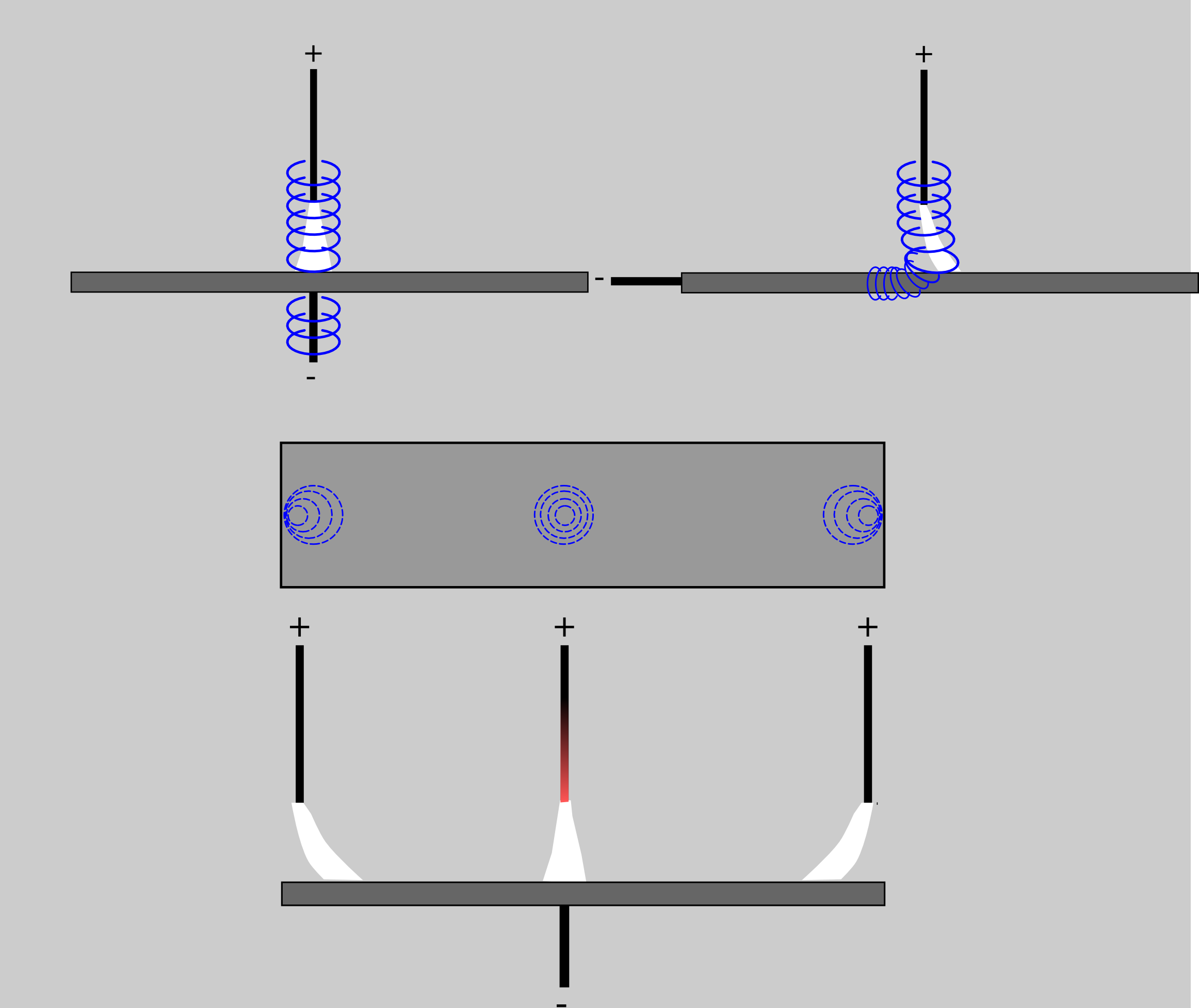
Blaswirkung des Lichtbogens durch Schweißen am Werkstückrand und bei unterschiedlichem Anschluss der Stromzuführung

Jeder stromdurchflossene Leiter ist von einem Magnetfeld umgeben. So auch die Elektrode, der Lichtbogen und das Werkstück. Wird das Magnetfeld in seiner Symmetrie gestört, d. h. die Feldliniendichte ungleich ist, wird der Lichtbogen in Bereiche kleinerer magnetische Flussdichte ausgelenkt. Die Störung der Feldliniensymmetrie kann durch die Anordnung des Stromanschlusses oder durch die Masseverteilung des ferromagnetischen Werkstücks verursacht werden. Die Ablenkung des Lichtbogens verursachte seine Verlängerung, damit eine erhöhte Beweglichkeit und Instabilität.

## Auswirkung der Blaswirkung
Die Blaswirkung tritt am stärksten beim Schweißen ferromagnetischer Materialien mit Gleichstrom auf. Beim Schweißen mit Wechselstrom ist die Blaswirkung stark reduziert.
Durch die Blaswirkung kann die Nahtgüte beeinträchtigt werden. Mit der Blaswirkung nimmt auch die Porenbildung im Schweißgut zu, da verstärkt Gase der Luft in den Lichtbogen eingewirbelt werden. Außerdem können Bindefehler entstehen, die die Ausbildung der Nahtoberfläche stören. Auch können qualitätsmindernde Einbrandkerben auftreten.